# Georges Delahache
Lucien Aaron dit Georges Delahache, né le 11 février 1872 à Nancy et mort le 14 avril 1929 à Strasbourg, est un homme de lettres, historien et archiviste français.
D'origine juive, il est connu pour ses textes argumentés contre le discours antisémite et son travail en tant que directeur des Archives de la ville de Strasbourg après la Première Guerre mondiale.

## Biographie
Georges Delahache, pseudonyme de Lucien Aaron, né le 11 février 1872 à Nancy, est le fils de Moyse Aaron, rentier (1826-1894) et de Esther Uhry (1828-1916). Son acte de naissance indique qu'il est né « rue de la Hache n°48 ». Le patronyme qu'il a retenu comme nom de plume est ainsi celui de la rue qui l'a vu naitre.
Pendant sa scolarité à Nancy, il se lie avec Christian Pfister, puis poursuit ses études au Lycée Condorcet à Paris et à la Sorbonne où il obtient en 1892, sa licence ès lettres. 
En 1892, il est appelé pour effectuer son service militaire. Après ses études, en novembre 1893, il rejoint le 54e régiment d'infanterie, comme soldat de 2e classe. Il est nommé caporal en mai 1894. 
Il commence sa carrière professionnelle dans l’édition et travailla chez Ollendorf (1896) et Cornely (1904). Publié en 1898, son Plaidoyer pour les annexés illustre sa passion pour la défense et la mise en valeur des provinces perdues.
Il se lie d'amitié avec Charles Péguy et publie en 1902, pendant L'affaire Dreyfus, la brochure Juifs dans les Cahiers de la Quinzaine dirigés par Péguy. Dans ces mêmes Cahiers parait en 1908 son premier ouvrage sur l'Alsace, La carte au liseré vert, qui lui vaudra le prix Montyon de l'Académie française et la renommée. Roland Goetschel rapporte qu'il « ne cessera par la suite de publier de nombreux livres relatifs à l'Alsace, ainsi en 1916 une Petite histoire de L'Alsace. Après 1918, il deviendra l'archiviste des archives de la ville de Strasbourg ainsi que secrétaire des Amis de la Cathédrale ».
Lorsque éclate la Première Guerre mondiale, il est affecté au 77e régiment d'infanterie territoriale (1915). Nommé officier interprète en août 1918, il est attaché au bureau d'études d'Alsace-Lorraine près la présidence du conseil. Le 19 novembre 1918, juste après la signature de l'armistice et le rattachement de l'Alsace-Lorraine à la France, il est envoyé à Strasbourg par le Président du Conseil, Ministre de la guerre, en qualité de secrétaire général du Commissaire général de la République à Strasbourg, Alexandre Millerand, futur président de la République (1920-1924).
Jules-Albert Jaeger, dans le journal Le Monde raconte en 1954 que Georges Delahache « rentra Strasbourg le 22 novembre 1918 et, en liaison étroite avec Pierre Bucher, André Hallays, Hans Haug, il devint durant plus de dix ans l'un des " témoins " les plus actifs et les plus utiles de l'œuvre française en Alsace, poursuivant une tâche culturelle alliant constamment le scrupule et la modestie ».
Il meurt le 14 avril 1929 à Strasbourg et est inhumé au cimetière du Montparnasse à Paris. La revue L'Alsace française lui rend hommage dans un numéro qui lui est consacré.

## Œuvres
- 1898 : Plaidoyer pour les annexés[8]
- 1900 : Juifs, dans les Cahiers de la quinzaine[9]
- 1908 : Alsace-Lorraine. La carte au liseré vert[10]
- 1914 : L'exode[11]

## Distinctions
- 1910 : Académie française : Prix Montyon pour Alsace-Lorraine. La carte au liseré vert[12]
- Chevalier de la Légion d'honneur (12 juillet 1919)